# 全球风险管理专业人士协会
全球风险专业人士协会（Global Association of Risk Professionals，GARP）是注册于美国的非營利組織，是进行金融风险认证考试和教育的专业协会。GARP的会员由来自于全球超过195个国家和地区的15万多名风险管理从业者和研究者组成，他们分别就职于银行、投资管理公司、政府机构、科研院校和其他各类机构。该组织成立于1996年，总部位于新泽西州泽西市，在伦敦、华盛顿特区、北京和香港设有办事处。 GARP 提供多种金融服务专业认证，包括“金融风险管理师”（Financial Risk Manager,FRM）认证。
GARP是GARP风险研究院（GRI）和GARP基准计划（GBI）等的发起者。

## 历史
GARP由两位风险经理Marc Lore和Lev Borodovsky于1996年创立。他们每周在纽约一家酒吧会面一次，就特定领域与其他风险管理同僚们展开讨论；他们认为，一个更正式的组织将更有利于其他风险专业人士。大约六个月后，他们聚集了来自23个国家的250名会员。不久，世界各地陆续建立GARP分会，在区域主任（Regional Director）的指导下，为当地会员提供职业培训计划。
1997年，在GARP成立一年后，Lore和Borodovsky首次引入了金融风险管理师（FRM）认证。
根据官方数据，截至2021年，GARP在190个国家和地区已拥有超过325,000名会员。

## 金融风险管理师 (FRM)
金融风险管理师（FRM）是由GARP颁发金融行业职业认证。该认证受到金融风险管理行业的广泛认可（另一广受认可的认证是由專業風險管理師國際協會颁发的 PRM）。FRM 持证人需具备评估风险的专业知识技能；持证人通常在大型银行、保险公司、会计师事务所、监管机构和资产管理公司工作。候选人如想获得FRM认证，必须通过两次考试并获得2年相关行业工作经验。   FRM持证人在全球190多个国家和地区均有分布。 

### 在中国大陆地区的FRM认证
在中国大陆地区，FRM认证是“全球风险管理专业人士协会ICBRR国际证书”认证体系的最高等级。根据GARP的申请，2008年1月，人力资源和社会保障部（原劳动和社会保障部）批准GARP ICBRR证书在华注册，注册号为劳引字[2008] 001号，并被纳入国家职业资格证书统一管理体系。

## 其他职业认证计划
GARP 提供三种面向不同职位的风险管理职业认证——金融风险经理（FRM） 、能源风险管理（ERP）和可持续发展与气候风险管理（SCR）。GARP还提供两门风险管理的基础培训课程：“金融风险管理基础”和“金融风险与监管”。   由于能源市场发生重大变化，ERP认证计划将在2021年最后一次考试后正式停止。 
除职业认证计划外，GARP还提供名为“持续职业发展”（Continuing Professional Development）的继续教育服务。